# Johann Friedrich Dirks

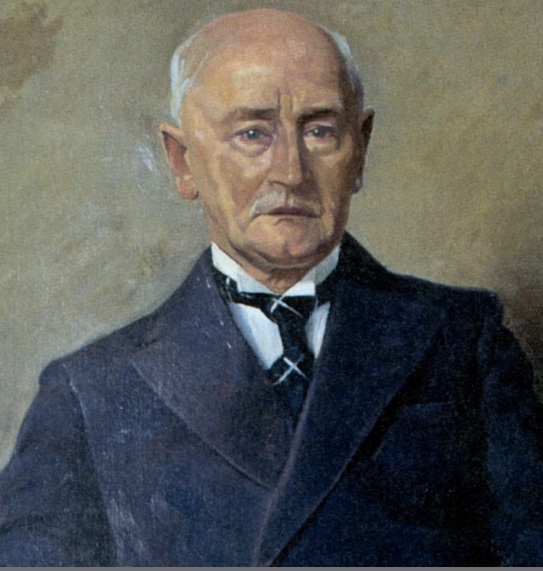
Johann Friedrich Dirks – Ölgemälde von Ulfert Lüken, 1937

Johann Friedrich Dirks (* 9. Februar 1874 in Emden; † 31. März 1949 ebenda) war ein Emder Journalist, Erzähler und  Heimatdichter seiner Region.

## Leben
Dirks wurde als Sohn des Zigarrenherstellers Garm Jeles Dirks und Dortje Maria Dirks (geb. Meyer) geboren. Nach der Schule absolvierte Dirks zunächst eine Ausbildung zum Buchdrucker bei der Emder Zeitung, entdeckte aber zu diesem Zeitpunkt schon seine Leidenschaft für das Schreiben. Der Zeitungsverleger ermöglichte dem jungen Schriftsteller eine weitere Ausbildung zum Journalisten und den Aufstieg zum Schriftleiter.
Dirks machte früh Bekanntschaft mit Heimatdichtern wie Hermann Löns und Friedrich Freudenthal und veröffentlichte daraufhin erste eigene Texte. Ihn verband eine enge Freundschaft mit Berend de Vries, der das literarische Schaffen Dirks aufmerksam verfolgte.
Dirks war von 1900 an mit Marie Beermann verheiratet. Aus der Ehe gingen die Söhne Johann-Friedrich Dirks und Heinrich Reinhard Dirks hervor.

## Werk
Dirks verfasste seine Texte überwiegend in Emder Plattdeutsch. Seine Erzählungen spiegeln die Verbundenheit des Schriftstellers mit der ostfriesischen Heimat und ihren Menschen wider. Sie gehen inhaltlich über das rein Alltägliche hinaus und berühren auch tieferliegende Themen wie Angst und Hoffnung, Freude und Trauer oder Leben und Tod.
In Dirks Dichtungen finden vor allem Naturstimmungen ihren Ausdruck. Ihnen wird eine besondere poetische Feinheit nachgesagt, die im Kontrast zur eher herben Heimatdichtung der Region steht. Mehrere Gedichte wurden als Lieder vertont.
Zu Lebzeiten publizierte Dirks seine Texte nur vereinzelt in Tageszeitungen oder Periodika. Im Jahr 2002 erschien erstmals eine Zusammenfassung ausgewählter Werke  in dem Buchband Well weet, waar ’t gaud fär is – literarisches Werk eines ostfriesischen Poeten.

### Erzählungen (Auswahl)
- Senator Klockgeter
- Eensaam
- Even probeeren
- Jan Kistmaker
- Käpten Pott un sien Fründ

### Gedichte (Auswahl)
- Ih gah as dör en Wunner
- Heimat am Meer
- Leverk an de Heven
- An de Waterkant
- Heller Märztag

### Theaterstück
- Raadsheer Hero Thiemen

## Johann-Friedrich-Dirks-Preis

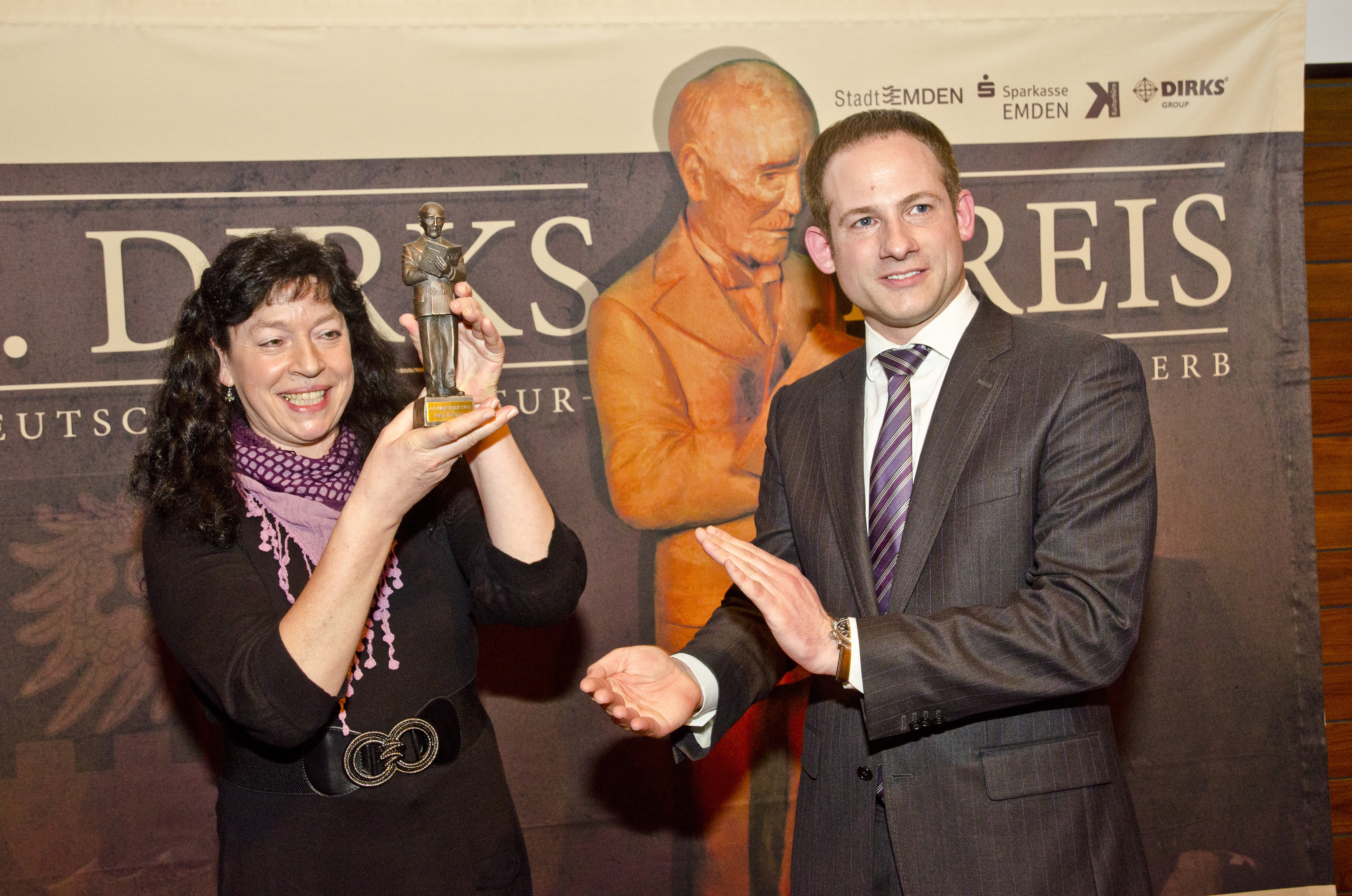
Marcus Dirks, Urenkel und Geschäftsführer des stiftenden Unternehmens Dirks Group, übergibt Gitta Franken die Preis-Skulptur

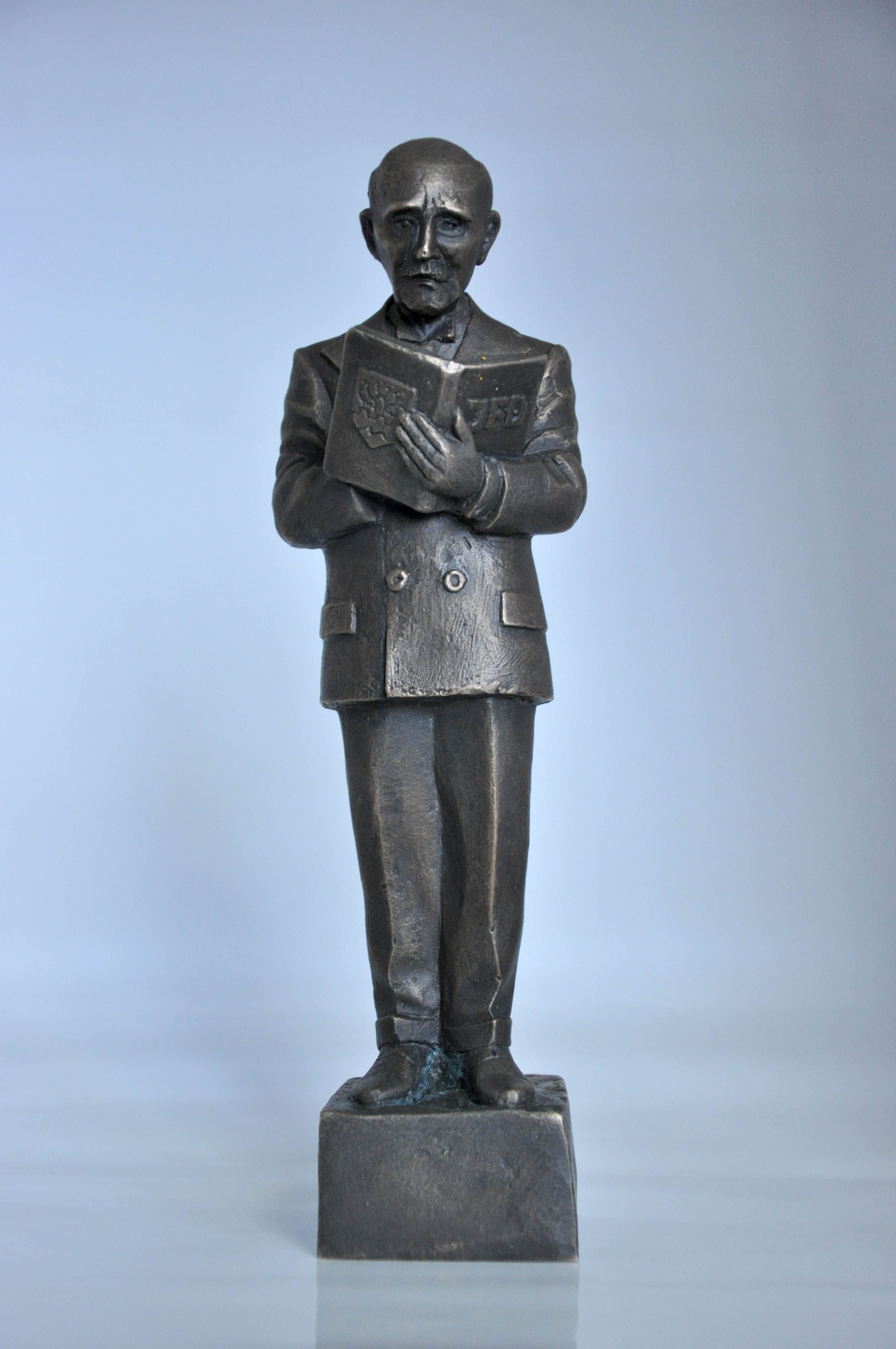
Die Preis-Skulptur des Johann Friedrich Dirks-Preises ist ein Abbild des Literaten Johann Friedrich Dirks

Seit Anfang 2013 wird Dirks zu Ehren der Johann-Friedrich-Dirks-Preis der Stadt Emden vergeben. Der Preis wird alle zwei Jahre am Geburtstag von Johann Friedrich Dirks ausgeschrieben. Im Rahmen eines Wettbewerbs können sich plattdeutsche Literaturschaffende aus ganz Norddeutschland und den Niederlanden mit ihren Werken beteiligen.

### Preisträger 2013
- Gitta Franken (Hauptpreis für Swiegen)[5]
- Gerd Constapel (Anerkennungspreis für Gedichtzyklus Rüggels)[5]

### Preisträger 2015
- Jutta Oltmanns (Hauptpreis für Swartbunt hett dusend Klören)[6]
- Jürgen Kropp (Anerkennungspreis für Prosatext Droomfro)[6]
- Grundschule Constantia (Kinder- und Jugendpreis für Tammo un Paul)[7]

### Preisträger 2017
- Willem Tjebbe Oostenbrink[8]

### Preisträger 2019
- Hans-Hermann Briese